# Alan Abbott
Alan Abbott (* 1926 in Birmingham, Vereinigtes Königreich) ist ein britischer Komponist und Dirigent.

## Leben
Alan Abbott studierte an der University of Birmingham bei Anthony Lewis. Nach der Unterbrechung durch den II. Weltkrieg, als er bei der Royal Air Force diente, wurde er 1949 graduiert und gewann das Stipendium Barber Trust Scholarship. Dies ermöglichte ihm ein Aufbaustudium am Royal College of Music. Hier waren seine Lehrer Gordon Jacob im Fach Orchestrierung, Richard Austin im Fach Dirigieren und Frank Probin (1888–1981) im Instrumentalfach Horn. 1952 erhielt er die Tagore Gold Medal, die höchste Auszeichnung des Instituts. Nach dem Abschluss schloss er sich der Carl Rosa Opera Company an. Hier erhielt er baöd die Stelle des Dirigenten. Abbott dirigierte viele Operettenaufführungen in London und auf Tournee. So dirigierte er im April 1960 im New Oxford Theatre Die lustige Witwe. 1958/59 war er Dirigent des Royal Ballet bei einer Tournee durch Australien und Neuseeland. 1961 wurde er Musikproduzent bei der BBC im Rundfunk. Er arbeitete vor allem mit dem BBC Concert Orchestra. 1965 verließ er die BBC und wurde Musikalischer Direktor des Türkischen Staatsballetts. Hier gründete er für den türkischen Rundfunk ein Orchester, das vor allem leichte Unterhaltungsmusik aufführte. 1971 wurde er ständiger Dirigent des Australian Ballet. Hier blieb er fünf Jahre und wurde danach Dirigent der Western Australian Opera und des Western Australian Arts Orchestra. 1979 ging er zurück ins Vereinigte Königreich. Er war Gastdirigent am Paris Opera Ballet, dem Königlich Schwedischen Ballett und dem Norwegischen Nationalballett.

## Werke (Auswahl)
- Alla Caccia für Horn und Orchester und Fassung für Horn und Klavier, Dennis Brain gewidmet, bei Josef Weinberger publiziert ISMN 979-0-57005-420-6
- London Fragments. Das Werk wurde vom Orchestra Raphaele unter der Leitung von Heinz Hötter eingespielt und auf der CD A British Light Music Festival beim Label ASV veröffentlicht.

Daneben komponierte er diverse Bühnenmusiken.

## Diskographie(Auswahl)
- Golden Concertos. Guy Saint-Clair (* 1940) Klavier; London Symphony Orchestra; Leitung: Alan Abbott. 1985 bei Raphael Records veröffentlicht. I Richard Addinsell:  Warsaw Concerto II Sergej Rachmaninoff Variation 18 III  Charles Williams: Dream Of Olwen IV Charles Wildman: Swedish Rhapsody  V Alberto Semprini: Mediterranean Concerto VI Joaquin Rodrigo: Concerto Aranjuez VII Hubert Bath: Cornish Rhapsody VIII Albert Arlen (1905–1993): El Alamein, Klavierkonzert